# Leichtathletik-Weltmeisterschaften 2013/Teilnehmer (Albanien)
| Gelbes Symbol für Goldmedaillen mit stilisierten Olympischen Ringen | Graues Symbol für Silbermedaillen mit stilisierten Olympischen Ringen | Braundes Symbol für Bronzemedaillen mit stilisierten Olympischen Ringen |
| ------------------------------------------------------------------- | --------------------------------------------------------------------- | ----------------------------------------------------------------------- |
| —                                                                   | —                                                                     | —                                                                       |

Der Leichtathletik-Verband Albaniens stellte eine Teilnehmerin und einen Teilnehmer bei den Leichtathletik-Weltmeisterschaften 2013 in der russischen Hauptstadt Moskau.

## Ergebnisse

### Männer

#### Sprung/Wurf
| Athlet       | Disziplin  | Qualifikation | Qualifikation | Finale             | Finale             |
| Athlet       | Disziplin  | Zeit          | Platz         | Zeit               | Platz              |
| ------------ | ---------- | ------------- | ------------- | ------------------ | ------------------ |
| Izmir Smajla | Weitsprung | 7,55 m        | 24            | nicht qualifiziert | nicht qualifiziert |

### Frauen

#### Laufdisziplinen
| Athlet     | Disziplin | Vorlauf     | Vorlauf | Halbfinale  | Halbfinale | Finale             | Finale             |
| Athlet     | Disziplin | Zeit        | Platz   | Zeit        | Platz      | Zeit               | Platz              |
| ---------- | --------- | ----------- | ------- | ----------- | ---------- | ------------------ | ------------------ |
| Luiza Gega | 1500 m    | 4:08,76 min | 20      | 4:08,79 min | 19         | nicht qualifiziert | nicht qualifiziert |